# Кубок директоров NACDA
Кубок директоров NACDA (Кубок директоров NACDA Learfield, NACDA Directors' Cup) — награда, ежегодно присуждаемая Национальной ассоциацией коллегиальных директоров по легкой атлетике колледжам и университетам США.
Национальная ассоциация коллегиальных директоров по легкой атлетике (NACDA) является профессиональной организацией спортивных директоров колледжей и университетов в Соединенных Штатах. NACDA может похвастаться членством более 6100 человек и более 1600 организаций в США, Канаде и Мексике. Членами являются директора по легкой атлетике, ассоциированные и помощники директоров по легкой атлетике, комиссары конференций и аффилированные лица или корпорации.
Очки в Кубке директоров NACDA начисляются в зависимости от порядка финиша в различных чемпионатах, спонсируемых Национальной ассоциацией студенческого спорта (NCAA) и Национальной ассоциацией межвузовской легкой атлетики (NAIA), или, в случае FBS Football, на основании опросов в СМИ. За первое место в спорте присуждается 100 очков, за второе место — 90 очков, за третье место — 85 очков, за четвертое место — 80 очков, а за более низкие места — меньшие значения (точные цифры после четвертого места зависят от вида спорта и дивизиона). Награда учреждена в 1993 году и вручается только школам NCAA Division I. В 1995 году он был распространен на школы NCAA Division II, NCAA Division III и NAIA, а затем распространен на младшие колледжи в 2011 году на основе результатов Кубка NATYCAA. Каждое подразделение получает свою награду.
Физическая награда — хрустальный трофей Уотерфорда. До 2003 года спонсором Кубка директоров NACDA была компания Sears, занимающаяся розничной торговлей, и эта награда была известна как Кубок Sears. Начиная с сезона 2003-04 спонсором выступала Академия спорта США. В 2007—2008 годах Learfield Sports взяла на себя спонсорство Кубка директоров. Learfield Sports был переименован в Learfield IMG College в 2016 году и просто в Learfield в 2021 году.
Три канадских университета, которые соревнуются в NCAA или NAIA (Университет Саймона Фрейзера, Университет Британской Колумбии и Университет Виктории), также имеют право на получение награды.

## История
Университет Северной Каролины получил награду в год своего открытия, но затем Стэнфордский университет выигрывал награду NCAA Division I 25 лет подряд, пока в 2020—2022 годах эта серия не была прервана Техасским университетом.
В NCAA Division II Калифорнийский университет в Дэвисе выиграл шесть из первых восьми наград, но его спортивная программа переместилась в NCAA Division I в 2003 году, и с тех пор штат Гранд-Вэлли получил 14 из 17 наград.
Колледж Уильямс добился наибольшего успеха в NCAA Division III, выиграв Кубок 22 из 25 раз, когда он был присужден в этом дивизионе.
В первые годы своего существования в подразделении NAIA доминировал Университет Саймона Фрейзера, но в 2002 году он передал большую часть своих спортивных программ Канадской федерации легкой атлетики колледжей (Canadian Interuniversity Sport, «U Sports»). Университет Саймона Фрейзера покинул U Sports в 2011 году и с тех пор стал полноправным членом NCAA Division II. С 2004-05 по 2011—2012 годы Тихоокеанский университет Азуза принял на себя мантию на уровне NAIA, выиграв восемь чемпионатов подряд, прежде чем перейти в NCAA Division II в сезоне 2012-13 годов. Университет Оклахома-Сити стал самой успешной школой с того года, завоевав три кубка директоров.
В течение двух лет обучения Центральный общественный колледж Айовы был самой успешной школой, выиграв пять из 10 титулов.

## Система баллов

### NCAA Division I
насчитывает 19 лучших видов спорта в каждой школе со следующей разбивкой:
Четыре из которых должны быть бейсболом, мужским баскетболом, женским баскетболом и женским волейболом.
Следующие 15 видов спорта, набранных каждым учреждением, независимо от пола, будут использоваться в турнирной таблице (кроме мужского водного поло).

### NCAA FBS Football
Лучшие 25 команд получают очки в зависимости от их итогового места в опросе тренеров. 26-е место считается ничьей между каждым победителем чаши без рейтинга, а следующее доступное место считается ничьей между каждым проигравшим чашу без рейтинга.

### NCAA Division II
Насчитывает 15 лучших видов спорта в каждой школе со следующей разбивкой:
Четыре из которых должны быть бейсболом, мужским баскетболом, женским баскетболом и женским волейболом.
Следующие 11 видов спорта, набранных каждым учреждением, независимо от пола, будут использоваться в турнирной таблице (кроме мужского водного поло).

### NCAA Division III
Насчитывает 18 лучших видов спорта в каждой школе со следующей разбивкой:
Четыре из которых должны быть мужским баскетболом, мужским футболом, женским баскетболом и женским футболом.
Следующие 14 видов спорта, набранных каждым учреждением, независимо от пола, будут использоваться в турнирной таблице (кроме мужского водного поло).

### NAIA
Насчитывает 13 лучших видов спорта в каждой школе со следующей разбивкой:
Четыре из которых должны быть мужским баскетболом, мужским футболом, женским баскетболом и женским волейболом.
Следующие 9 видов спорта, набранные каждым учреждением, независимо от пола, будут использоваться в турнирной таблице.

### Junior/Community Colleges
Учебное заведение, набравшее наибольшее количество баллов в зачете Кубка NATYCAA среди подразделений NJCAA Scholarship, NJCAA Non-Scholarship и State Associations, будет объявлено победителем Кубка директоров.

### Тай-брейкинг
Если две команды имеют одинаковое количество очков в конце сезона, тай-брейком («снятием галстуков») считается количество выигранных национальных чемпионатов. Если по-прежнему ничья, следующий тай-брейк — это количество финишировавших вторыми, затем третьими местами и так далее, пока одна команда не выиграет. Тай-брейк используется только для первого места.

## Критика
Структура подсчета очков подвергалась критике по нескольким причинам, особенно из-за количества видов спорта, учитываемых в дивизионе. Хотя количество видов спорта, учитываемых при подсчете очков, основано на среднем количестве видов спорта, спонсируемых командой в этом дивизионе, некоторые школы предлагают намного больше или намного меньше видов спорта, чем это. Например, доминирование Стэнфорда на уровне Дивизиона I в значительной степени объясняется тем, что они спонсируют 36 спортивных команд, больше всего в NCAA Division I за пределами Лиги плюща, которая не предоставляет спортивные стипендии. Это дает Стэнфорду намного больше возможностей для завоевания титулов, чем большинство других школ, особенно если учесть, что во многие виды спорта, спонсируемые Стэнфордом, не играют очень многие другие школы, что почти гарантирует значительное количество очков для тех немногих школ, которые это делают (NACDA слегка присуждает награды). меньше очков для команд, которые финишировали ниже четвертого в видах спорта с меньшим количеством соревнований, но четыре лучшие команды, независимо от вида спорта, всегда получают 100, 90, 85 и 80 очков соответственно).
Еще одна распространенная критика заключается в том, что необходимо учитывать четыре вида спорта, несмотря на то, что некоторые школы не спонсируют эти виды спорта. Например, хотя бейсбол должен использоваться как один из 19 видов спорта, засчитываемых командой NCAA Division I, существует 51 школа Дивизиона I, которые не спонсируют бейсбол по состоянию на бейсбольный сезон NCAA 2022 года; это ставит эти 51 школу в невыгодное положение, поскольку они должны учитывать вид спорта, за который они гарантированно получат ноль баллов.
Другие причины для критики связаны с тем, как NACDA присуждает очки в «национальных студенческих» видах спорта, в которых школы NCAA Division I, II и III соревнуются напрямую друг с другом, а не разделены. NCAA считает национальные студенческие чемпионаты эквивалентными NCAA Division I, поэтому школам NCAA Division III разрешено предоставлять спортивные стипендии в этих видах спорта, но NACDA подсчитывает очки, заработанные в национальных студенческих соревнованиях, в любом дивизионе, в котором команда в основном соревнуется. Школы Дивизиона III соревнуются в NCAA Division I только в мужском хоккее с шайбой (несмотря на то, что в NCAA Division III есть собственный хоккейный турнир), поэтому были случаи, когда две разные команды Дивизиона III зарабатывали 100 очков в этом виде спорта.
Последняя причина критики заключается в том, что мужское водное поло является единственным видом спорта с чемпионатом NCAA, за который NACDA не присуждает очки, и многие люди хотят, чтобы оно было включено, и многие o